# Kesinga
Kesinga là một thị xã và là nơi đặt ủy ban khu vực quy hoạch (notified area committee) của quận Kalahandi thuộc bang Orissa, Ấn Độ.

## Địa lý
Kesinga có vị trí 20°12′B 83°14′Đ / 20,2°B 83,23°Đ Nó có độ cao trung bình là 187 mét (613 feet).

## Nhân khẩu
Theo điều tra dân số năm 2001 của Ấn Độ, Kesinga có dân số 16.914 người. Phái nam chiếm 51% tổng số dân và phái nữ chiếm 49%. Kesinga có tỷ lệ 55% biết đọc biết viết, thấp hơn tỷ lệ trung bình toàn quốc là 59,5%: tỷ lệ cho phái nam là 66%, và tỷ lệ cho phái nữ là 44%. Tại Kesinga, 15% dân số nhỏ hơn 6 tuổi.